# Пољопривредни факултет Универзитета у Новом Саду
Пољопривредни факултет је високообразовна установа смештена у Новом Саду. Факултет је основан 20. новембра 1954. и део је Универзитета у Новом Саду. Тренутни декан је Ненад Магазин.

## Историјат
Шездесет година од оснивања, Пољопривредни факултет у Новом Саду пролази пут сталног развоја, утканог у остварења пољопривредних наука и производње у знања стручњака и непосредних произвођача. О динамичном развоју Факултета на десетогодишњици оснивања први декан проф. др Лазар Стојковић, први ректор и први почасни доктор Универзитета у Новом Саду каже: » Данас можемо слободно рећи да је наш факултет по своме просветно-педагошком, научном и кадровском потенцијалу, по својој развијености и материјалној бази ушао у ред наших старијих угледнијих Пољопривредних факултета у земљи« (»Дневник« за новембар 1964).
Факултет је настао у време неразвијене пољопривреде, готово руралног типа. Први је дао четири тако неопходне генерације агронома опште стручне спреме, а затим је са развојем интензивне производње и мењањем структуре производње започето образовање агронома усмереног стручног образовања који данас својим знањем доприносе развоју квалитетне производње хране, управљању производњом на савременим техничко-технолошким, економским и еколошким принципима. Све је почело реализацијом вишегодишње потребе за високошколском институцијом у Војводини чији је задатак поред образовања агронома и развој научно-истраживачког рада и пољопривредне производње у Војводини и земљи у целини.
Те 1954. године стекли су се друштвени и економски услови који су довели до доношења Закона о оснивању Филозофског и Пољопривредног факултета у Новом Саду у саставу Универзитета у Београду, са уписом у прву годину студената у школској 1954/55. години с тим да се материјална средства обезбеде за 1954. годину, из буџета Аутономне Покрајине Војводине. Затим је усвојен од стране Републичког већа Народне Скупштине Народне Републике Србије на седници од 26 јуна 1954. године указ о проглашењу Закона о оснивању Филозофског и Пољопривредног факултета у Новом Саду на основу Уставног закона што је прогласио председник Извршног већа НР Србије Јован Веселинов (30. јуни 1954. године).
Оснивање Пољопривредног факултета имало је значај не само за развој пољопривреде већ за укупни друштвени живот Новог Сада, Војводине, Србије али и целе СФРЈ. Пољопривредни факултет основан заједно са Филозофским факултетом потврђује нераскидиву везу два богатства Војводине – плодна поља и богато културно историјско наслеђе.

## Департмани
- Департман за ратарство и повртарство
- Департман за воћарство, виноградарство, хортикултуру и пејзажну архитектуру
- Департман за фитомедицину и заштиту животне средине
- Департман за сточарство
- Департман за пољопривредну технику
- Департман за уређење вода
- Департман за економику пољопривреде и социологију села
- Департман за ветеринарску медицину